# ۱۱ دقیقه (ترانه)
«۱۱ دقیقه» (به انگلیسی: 11 Minutes) ترانه‌ای از موسیقی‌دان انگلیسی یانگ‌بلاد و خواننده-ترانه‌پرداز آمریکایی هالزی به‌همراهٔ موسیقی‌دان آمریکایی تراویس بارکر عضو گروهٔ موسیقی راک بلینک-۱۸۲ می‌باشد. تهیه‌کنندگی ترانه برعهدهٔ مت شوارتز به‌همراهٔ کریس گریتی و زک سروینی بوده‌است.